# Louis de Potter
Louis de Potter, född 26 april 1786, död 22 juli 1859, var en belgisk politiker.
Potter utövade ett flitigt historiskt och politiskt författarskap i antiklerikal anda, tog livlig del i den liberala rörelsen och bidrog till att 1828 försona denna med katolikerna i och för gemensam strid mot den Nederländska staten. 1830 landsförvisades han, men kunde efter revolutionen i Bryssel samma år återvända och blev medlem i den provisoriska regeringen, där han vann övertaget över de som enbart önskade belgisk autonomi, och genomdrev Belgiens självständighetsförklaring. Potters strävanden att införa republik i Belgien misslyckades, och han återvände därefter till Paris. Från 1838 var han återbosatt i Belgien, där han förde en tillbakadragen tillvaro.